# Renita Farrell
Renita Maree Farrell (Townsville, 30 mei 1972) is een Australisch hockeyster. 
In 1994 en 1998 werd Farrell wereldkampioen.
Farrell werd in 1996 en 2000 olympisch kampioen.

## Erelijst
- 1994 –  Wereldkampioenschap in Dublin
- 1995 –  Champions Trophy in Mar del Plata
- 1996 –  Olympische Spelen in Atlanta
- 1997 –  Champions Trophy in Berlijn
- 1998 –  Wereldkampioenschap in Utrecht
- 2000 –  Champions Trophy in Amstelveen
- 2000 –  Olympische Spelen in Sydney